# Савченко Юрій Сергійович
Юрій Сергійович Савченко (рос. Юрий Сергеевич Савченко, 27 листопада 1945, Чита, СРСР) — радянський футболіст, нападник. Майстер спорту СРСР (1968). По завершенні кар'єри — радянський та російський футбольний арбітр. Арбітр ФІФА (1988).

## Біографія
Народився в Читі, виховувався матір'ю. Навчався в школі № 2 (до 1959 року) і Черновській школі-інтернаті № 2 (до 1961 року). Вихованець читинської юнацької команди «Забайкалець» (з 1957), тренер Борис Іванович Волков.
Виступав у командах майстрів «Забайкалець» (Чита) (1962—1963), «Хімік» (Клин) (1963—1964), «Волга» (Калінін) (1965—1967), «Торпедо» (Москва) (1968—1970), «Локомотив» (Москва) (1971), «Праця» (Воронеж) (1971), «Динамо» (Вологда) (1972). «Торпедо» (Владимир) (1975—1976). У вищій лізі — 56 матчів, 6 голів.
Один з володарів призу найкращому дебютанту сезону 1968 року. У фіналі Кубка СРСР 1968 проти «Пахтакора» забив єдиний м'яч у складі «Торпедо», принісши своїй команді трофей.
Закінчив факультет фізичного виховання Калінінського педінституту.
З 1977 року працював футбольним суддею. У 1980—1993 роках як головний арбітр відпрацював у 146 матчах чемпіонату СРСР і Росії. 9 разів входив у списки найкращих суддів сезону, провів понад 40 міжнародних ігор на рівні збірних і клубів. Працював лінійним арбітром на фіналі Кубка УЄФА 1991. Після завершення суддівської кар'єри працював інспектором.

## Титули та досягнення

### Як гравець
- Кубок СРСР: 1968

### Як суддя
- У списках найкращих суддів сезону (9 разів): 1982, 1983, 1984, 1985, 1986, 1990, 1991, 1992, 1993
- Нагороджений пам'ятною золотою медаллю за суддівство більше 100 матчів у чемпіонатах СРСР (120 матчів).

## Особисте життя
Перша дружина померла, син Кирило, онук Герман. Друга дружина Ірина, син Віктор, онучка Яна.